# Дурнов, Иван Алексеевич
Иван Алексеевич Дурнов (1918—1944) — гвардии сержант Рабоче-крестьянской Красной армии, участник Великой Отечественной войны, Герой Советского Союза (1944).

## Биография
Иван Дурнов родился в 1918 году в селе Плоская Дубрава Моршанского уезда Тамбовской губернии (ныне — Моршанский район Тамбовской области) в крестьянской семье. В сентябре 1941 года Дурнов был призван на службу в Рабоче-крестьянскую Красную Армию. С мая 1942 года — на фронтах Великой Отечественной войны. Принимал участие в боях на Брянском, Воронежском, Юго-Западном, 3-м и 2-м Украинских фронтах. Участвовал в Острогожско-Россошанской, Воронежско-Касторненской, Харьковской, Донбасской, Кировоградской операциях. 9 сентября 1943 года был ранен. К октябрю 1943 года гвардии красноармеец Иван Дурнов был стрелком 3-го стрелкового батальона 81-го гвардейского стрелкового полка 25-й гвардейской стрелковой дивизии 8-й гвардейской армии 3-го Украинского фронта. Отличился во время битвы за Днепр и последующих боёв.
23 октября 1943 года во время боёв на плацдарме в районе села Войсковое Солонянского района Днепропетровской области Украинской ССР Дурнов участвовал в атаке на передовые позиции противника и одним из первых ворвался во вражескую траншею, уничтожив 9 солдат противника. С декабря 1943 года командовал стрелковым отделением, в составе дивизии был переведён на 2-й Украинский фронт, участвовал в Корсунь-Шевченковской операции. 1 февраля 1944 года сержант Дурнов погиб в бою с пытавшимся прорваться из окружения противником у села Межигорка Златопольского района Кировоградской области. Похоронен в братской могиле в селе Межигорка (ныне — Шполянский район Черкасской области Украины).
Указом Президиума Верховного Совета СССР от 22 февраля 1944 года за «образцовое выполнение боевых заданий командования при форсировании реки Днепр, развитие боевых успехов на правом берегу реки и проявленные при этом отвагу и геройство» гвардии сержант Иван Дурнов посмертно был удостоен высокого звания Героя Советского Союза. Также посмертно был награждён орденом Ленина.